# Heart in the Right Place
Heart in the Right Place è un brano composto e interpretato dall'artista britannico Elton John; il testo è di Gary Osborne.

## Il brano
Musicalmente, si caratterizza come una delle poche canzoni blues mai composte dal pianista di Pinner, e proviene dall'album del 1981 The Fox. Nel pezzo spicca la chitarra, contrapposta, come in quasi tutto l'LP, agli arrangiamenti, opera di James Newton Howard (all'epoca tastierista di Elton). Il brano, classificabile nel blues rock, mette in evidenza speciali effetti elettronici (come dei phasers e il vocoder); il modo di cantare di Elton, inoltre, ricorda molto John Lennon. Secondo AllMusic, la canzone segue lo stile di Stinker (proveniente dall'album del 1974 Caribou). Il testo di Osborne parla del rapporto che intercorreva all'epoca tra Elton e i mass media, le riviste, i giornalisti. Heart in the Right Place ha colpito positivamente buona parte della critica, così come tutto l'LP di provenienza.